# The Lego Ninjago Movie
The LEGO Ninjago Movie is een komische computeranimatiefilm uit 2017. De film is gebaseerd op de gelijknamige speelgoedlijn en de televisieserie Ninjago: Masters of Spinjitzu. De film werd geregisseerd door Charlie Bean, Paul Fisher en Bob Logan en was hun eerste grote productie. Fisher en Logan waren tevens verantwoordelijk voor het scenario, samen met William Wheeler, Tom Wheeler, Jared Stern en John Whittington. Het is de eerste bioscoopfilm die gebaseerd is op origineel LEGO eigendom en de derde film in de Lego Movie-reeks en de tweede en laatste spin-off hiervan. De stemmen in het Engelstalige versie werden verzorgd door onder andere Dave Franco, Justin Theroux, Olivia Munn en Jackie Chan.
De film is een internationale co-productie van animatiestudio's in de Verenigde Staten en Denemarken. De film werd geproduceerd door de Warner Animation Group in samenwerking met RatPac Entertainment, LEGO System A/S, Lin Pictures, Lord Miller Productions en Vertigo Entertainment. De film werd minder goed ontvangen dan de eerste twee films in de franchise en kreeg gemengde beoordelingen van critici. Met een wereldwijde opbrengst van $123,1 mln tegen een budget van $70 mln was de film de eerste financiële teleurstelling van de franchise.

## Verhaal
Zes jonge ninja's krijgen de taak om het eiland dat ze hun thuis noemen, Ninjago, te beschermen. 's Nachts zijn het krijgers, die hun vaardigheden en geweldige voertuigen gebruiken om monsters en slechteriken te bestrijden. Overdag zijn het echter doodgewone tieners die vechten met hun grootste vijand; de middelbare school.
Het verhaal gaat over Lloyd Garmadon, een tienerninja, die de waarheid over zijn kwaadaardige vader probeert te accepteren terwijl hij op elk moment er tegen kan vechten.

## Stemverdeling
| Personage                            | Originele stem                         | Nederlandse stem      | Vlaamse stem         |
| ------------------------------------ | -------------------------------------- | --------------------- | -------------------- |
| Lloyd Garmadon                       | Dave Franco                            | Levi van Kempen       | Mathias Coppens      |
| Kai                                  | Michael Peña                           | Boyan van der Heijden | Dimitri Verhoeven    |
| Cole                                 | Fred Armisen                           | Vinchenzo             | Emmanuel Flaam       |
| Jay                                  | Kumail Nanjiani                        | Kevin Hassing         | Bert Vannieuwenhuyse |
| Zane                                 | Zach Woods                             | Trevor Reekers        | Frank Hoelen         |
| Nya                                  | Abbi Jacobson                          | Jill van Dooren       | Liesbeth De Wolf     |
| Master (Sensei/Meester) Wu / Mr. Liu | Jackie Chan                            | Jörgen Raymann        | Jakob Beks           |
| Lord Garmadon                        | Justin Theroux                         | Cees Geel             | Rikkert Van Dijck    |
| Koko                                 | Olivia Munn                            |                       | Kristel Verbeke      |
| Chad de Cheerleader                  | Randall Park                           |                       |                      |
| Maggie de Cheerleader                | Retta                                  |                       |                      |
| Juffrouw Laudita                     | Laura Kightlinger                      |                       |                      |
| Burgemeester van Ninjago             | Constance Wu                           |                       |                      |
| Radio-dj                             | Chris Hardwick                         |                       |                      |
| Nieuwslezeres                        | Robin Roberts (VS)/Kate Garraway (VK)  |                       |                      |
| Nieuwslezer                          | Michael Strahan (VS)/Ben Shephard (VK) |                       |                      |
| Generaal Olivia                      | Ali Wong                               |                       |                      |
| Generaal Omar                        | Todd Hansen                            |                       |                      |
| Generaal Jollty                      | Doug Nicholas                          |                       |                      |
| Terri                                | Charlyne Yi                            |                       |                      |
| Asimov                               | Vanara Taing                           |                       |                      |
| Eigenaar van een pilatesstudio       | Bobby Lee                              |                       |                      |
| Jongetje                             | Kaan Guldur                            |                       |                      |